# Conseil spécial de ministres
Le Conseil spécial de ministres était une institution de la Communauté européenne du charbon et de l'acier. Le traité de fusion des exécutifs communautaires l'a fusionné avec le Conseil de l'Euratom et de la Communauté économique européenne, créant le Conseil des Communautés européennes.

## Compétences
Le Conseil peut adopter son règlement intérieur, créer son secrétariat et en gérer l'organisation. ainsi que créer des commissions.

## Fonctionnement

### Présidence
| Semestre | État membre détenant la présidence | Ministre responsable      | Titre                                                             |
| --- | ---------------------------------- | ------------------------- | ----------------------------------------------------------------- |
| 6 septembre 1952 - 5 décembre 1952 | Allemagne                          | Konrad Adenauer           | Chancelier, ministre des Affaires étrangères                      |
| 8 décembre 1952 - 5 mars 1953 | Belgique                           | Jean Duvieusart           | Ministre des Affaires économiques                                 |
| 6 mars 1953 - 5 juin 1953 | France                             | Jean-Marie Louvel         | Ministre de l'Industrie et du commerce                            |
| 6 juin 1953 - 5 septembre 1953 | Italie                             | -                         | aucune session n'a été organisée                                  |
| 6 septembre 1953 - 5 décembre 1953 | Luxembourg                         | Michel Rasquin            | Ministre des Affaires économiques                                 |
| 6 décembre 1953 - 5 mars 1954 | Pays-Bas                           | Jelle Zijlstra            | Ministre des Affaires économiques                                 |
| 6 mars 1954 - 5 juin 1954 | Allemagne                          | Ludwig Erhard             | Ministre de l’Économie                                            |
| 6 juin 1954 - 5 septembre 1954 | Belgique                           | Jean Rey                  | Ministre des Affaires économiques                                 |
| 6 septembre 1954 - 5 décembre 1954 | France                             | Henri Ulver               | Ministre de l'Industrie et du Commerce                            |
| 8 décembre 1954 - 5 mars 1955 | Italie                             | Emilio Battista           | Sous-secrétaire d’État au ministère de l'Industrie et du Commerce |
| 6 mars 1955 - 5 juin 1955 | Luxembourg                         | Michel Rasquin            | Ministre des Affaires économiques                                 |
| 6 juin 1955 - 5 septembre 1955 | Pays-Bas                           | Jelle Zijlstra            | Ministre des Affaires économiques                                 |
| 6 septembre 1955 - 5 décembre 1955 | Allemagne                          | Ludger Westrick           | Secrétaire d’État au ministère de l'économie                      |
| 6 décembre 1955 - 5 mars 1956 | Belgique                           | Jean Rey                  | Ministre des Affaires économiques                                 |
| 6 mars 1956 - 5 juin 1956 | France                             | Maurice Lemaire           | Secrétaire d’État au ministère de l'Industrie et du Commerce      |
| 6 juin 1956 - 5 septembre 1956 | Italie                             | Guido Cortese             | Ministre de l'Industrie et du Commerce                            |
| 6 septembre 1956 - 5 décembre 1956 | Luxembourg                         | Michel Rasquin            | Ministre des Affaires économiques                                 |
| 8 décembre 1956 - 5 mars 1957 | Pays-Bas                           | Jelle Zijlstra            | Ministre des Affaires économiques                                 |
| 6 mars 1957 - 5 juin 1957 | Allemagne                          | Ludger Westrick           | Secrétaire d’État au ministère de l'économie                      |
| 6 juin 1957 - 5 septembre 1957 | Belgique                           | Jean Rey                  | Ministre des Affaires économiques                                 |
| 6 septembre 1957 - 5 décembre 1957 | France                             | Édouard Ramonet           | Secrétaire d’État au ministère de l'énergie                       |
| 6 décembre 1957 - 5 mars 1958 | Italie                             | Silvio Gava               | Ministre de l'Industrie et du Commerce                            |
| 6 mars 1958 - 5 juin 1958 | Luxembourg                         | Paul Ribeyre              | Ministre des Affaires économiques                                 |
| 6 juin 1958 - 5 septembre 1958 | Pays-Bas                           | Jelle Zijlstra            | Ministre des Affaires économiques                                 |
| 6 septembre 1958 - 5 décembre 1958 | Allemagne                          | Ludger Westrick           | Secrétaire d’État au ministère de l'économie                      |
| 8 décembre 1958 - 5 mars 1959 | Belgique                           | Jacques Van der Schueren  | Ministre des Affaires économiques                                 |
| 6 mars 1959 - 5 juin 1959 | France                             | Jean-Marcel Jeanneney     | Ministre de l'Industrie et du Commerce                            |
| 6 juin 1959 - 5 septembre 1959 | Italie                             | Emilio Colombo            | Ministre de l'Industrie et du Commerce                            |
| 6 septembre 1959 - 5 décembre 1959 | Luxembourg                         | Paul Elvinger             | Ministre des Affaires économiques                                 |
| 6 décembre 1959 - 5 mars 1960 | Pays-Bas                           | Jan Willem de Pous        | Ministre des Affaires économiques                                 |
| 6 mars 1960 - 5 juin 1960 | Allemagne                          | Ludger Westrick           | Secrétaire d’État au ministère de l'économie                      |
| 8 juin 1960 - 5 septembre 1960 | Belgique                           | Jacques Van der Schueren  | Ministre des Affaires économiques                                 |
| 6 septembre 1960 - 5 décembre 1960 | France                             | Jean-Marcel Jeanneney     | Ministre de l'Industrie et du Commerce                            |
| 8 décembre 1960 - 5 mars 1961 | Italie                             | Emilio Colombo            | Ministre de l'Industrie et du Commerce                            |
| 6 mars 1961 - 5 juin 1961 | Luxembourg                         | Paul Elvinger             | Ministre des Affaires économiques                                 |
| 6 juin 1961 - 5 septembre 1961 | Pays-Bas                           | Jan Willem de Pous        | Ministre des Affaires économiques                                 |
| 6 septembre 1961 - 5 décembre 1961 | Allemagne                          | Ludger Westrick           | Secrétaire d’État au ministère de l'économie                      |
| 6 décembre 1961 - 5 mars 1962 | Belgique                           | Antoine Spinoy            | Ministre des Affaires économiques et de l'énergie                 |
| 6 mars 1962 - 5 juin 1962 | France                             | Jean-Marcel Jeanneney     | Ministre de l'Industrie et du Commerce                            |
| 6 juin 1962 - 5 septembre 1962 | Italie                             | Emilio Colombo            | Ministre de l'Industrie et du Commerce                            |
| 6 septembre 1962 - 5 décembre 1962 | Luxembourg                         | Paul Elvinger             | Ministre des Affaires économiques                                 |
| 8 décembre 1962 - 5 mars 1963 | Pays-Bas                           | Jan Willem de Pous        | Ministre des Affaires économiques                                 |
| 6 mars 1963 - 5 juin 1963 | Allemagne                          | Ludger Westrick           | Secrétaire d’État au ministère de l'économie                      |
| 6 juin 1963 - 5 septembre 1963 | Belgique                           | Antoine Spinoy            | Ministre des Affaires économiques et de l'énergie                 |
| 6 septembre 1963 - 5 décembre 1963 | France                             | Michel Maurice-Bokanowski | Ministre de l'Industrie et du Commerce                            |
| 6 décembre 1963 - 5 mars 1964 | Italie                             | Giuseppe Medici           | Ministre de l'Industrie et du Commerce                            |
| 6 mars 1964 - 5 juin 1964 | Luxembourg                         | Paul Elvinger             | Ministre des Affaires économiques                                 |
| 6 juin 1964 - 5 septembre 1964 | Pays-Bas                           | Frans Andriessen          | Ministre des Affaires économiques                                 |
| 6 septembre 1964 - 5 décembre 1964 | Allemagne                          | Fritz Neef                | Secrétaire d’État au ministère de l'économie                      |
| 8 décembre 1964 - 5 mars 1965 | Belgique                           | Antoine Spinoy            | Ministre des Affaires économiques et de l'énergie                 |
| 6 mars 1965 - 5 juin 1965 | France                             | Michel Maurice-Bokanowski | Ministre de l'Industrie et du Commerce                            |
| 6 juin 1965 - 5 septembre 1965 | Italie                             | Vincenzo Scarlato         | Sous-secrétaire d’État au ministère de l'Industrie et du Commerce |
| 6 septembre 1964 - 5 décembre 1965 | Luxembourg                         | Antoine Wehenkel          | Ministre des Affaires économiques et du Budget                    |
| 6 décembre 1965 - 5 mars 1966 | Pays-Bas                           | Johannes Marten den Uyl   | Ministre des Affaires économiques                                 |
| 6 mars 1966 - 5 juin 1966 | Allemagne                          | Kurt Schmücker            | Ministre de l'économie                                            |
| 6 juin 1966 - 5 septembre 1966 | Belgique                           | Jacques Van Offelen       | Ministre des Affaires économiques                                 |
| 6 septembre 1966 - 5 décembre 1966 | France                             | Raymond Marcellin         | Ministre de l'Industrie et du Commerce                            |
| 8 décembre 1966 - 5 mars 1967 | Italie                             | Franco Maria Malfatti     | Sous-secrétaire d’État au ministère de l'Industrie et du Commerce |
| 6 mars 1967 - 5 juin 1967 | Luxembourg                         | Antoine Wehenkel          | Ministre des Affaires économiques                                 |
| 6 juin 1967 - 30 juin 1967 | Pays-Bas                           | Leo de Block              | Ministre des Affaires économiques                                 |
| Avec l'entrée en vigueur du traité de fusion des exécutifs communautaires, les présidences sont dorénavant celles du Conseil des Communautés européennes. |                                    |                           |                                                                   |

### Déroulement des réunions
Avant chaque réunion, le président du Conseil doit préparer les séances et en établir l'ordre du jour provisoire. Afin qu'un sujet soit inscrit dans celui-ci, les demandes d'inscription de la part des autres membres doivent être effectuées au moins 10 jours avant la réunion. Sept jours au minimum avant la réunion, tous les documents « nécessaires aux délibérations » doivent être transmis aux membres du Conseil spécial.
Au début de chaque réunion, l'ordre du jour est adopté.

### Votes
Les votes se déroulent dans l'ordre alphabétique. Le Conseil spécial des ministres connaissait une division des types de votes à l'unanimité, la majorité absolue ou la majorité simple.
L'unanimité était acquise par une approbation de l'ensemble des membres du Conseil, c'est-à-dire que toute abstention était assimilée à un vote négatif. Les avis conformes et les décisions pouvaient, si le traité en disposait ainsi, être adopté à l'unanimité. 
La majorité absolue (la majorité des membres qui composent le Conseil) est la forme de vote commune du Conseil. En effet, le traité dispose en son article 28, paragraphe 5 : « les décisions du Conseil, autres que celles qui requièrent une majorité qualifiée ou l'unanimité, sont prises à la majorité des membres qui composent le Conseil ». Un vote selon cette modalité est acquis lorsque la majorité absolue des membres du Conseil est réunie (50% + 1) dont devait faire partie « un des États qui assurent au moins 20 % de la valeur totale des productions de charbon et d'acier de la Communauté ».
Le traité prévoyait aussi la majorité qualifiée.

## Sièges
Le secrétariat du Conseil spécial des ministres se trouvait, de juin 1953 à la mi-avril 1955, au 21 avenue de la Porte Neuve à Luxembourg. De cette date et jusqu'à juin 1967, date d'entrée en vigueur du traité de fusion des exécutifs communautaire, le secrétariat du Conseil se trouvait 3 rue Auguste Lumière à Luxembourg.

## Sources

### Biographie
- Traité instituant la Communauté européenne du charbon et de l'acier, 18 avril 1951 (lire en ligne)
- « Bâtiment du secrétariat du Conseil spécial de ministres de la CECA (avenue Porte Neuve, Luxembourg) », sur le site du Centre virtuel de la connaissance sur l'Europe
- « Bâtiment du secrétariat du Conseil spécial de ministres de la CECA (Verlorenkost/Luxembourg) », sur le site du Centre virtuel de la connaissance sur l'Europe
- Règlement intérieur provisoire du Conseil spécial de ministres de la CECA, 9 septembre 1952 (lire en ligne)
- « Les présidences du Conseil spécial de ministres de la CECA (1952-1967) », sur le site du Centre virtuel de la connaissance sur l'Europe
- Traité instituant la Communauté européenne du charbon et de l'acier, 18 avril 1951 (lire en ligne)